# PBS (polskie przedsiębiorstwo)
PBS (do początku 2005 roku Pracownia Badań Społecznych, w latach 2005–2011 PBS DGA) – polska spółka założona w 1990 zajmująca się badaniami rynku i opinii społecznej. Członek Organizacji Firm Badania Opinii i Rynku.
PBS Spółka z o.o. zajmuje się głównie rynkowymi badaniami ilościowymi i jakościowymi. Rozpoznawalność marki zyskała jednak głównie za sprawą realizowanych sondaży politycznych, m.in. sondaży i badań preferencji politycznych dla „Rzeczpospolitej” „Gazety Wyborczej” i tygodnika „Newsweek Polska”.
To spółka PBS zrealizowała sondaż prezydencki opublikowany w „Newsweeku” 26 stycznia 2004, w którym po raz pierwszy pokazano wysokie notowania Tomasza Lisa, ówczesnego dziennikarza stacji telewizyjnej TVN.
W 2005 spółka PBS uczestniczyła w konsorcjum wykonującym badania typu exit poll w dniu wyborów parlamentarnych i prezydenckich w Polsce dla TVP. W 2007 podobny sondaż przeprowadzono dla telewizji TVN. 
W 2006 roku posłowie partii Prawo i Sprawiedliwość chcieli zaprzestania publikowania sondaży wyborczych przez PBS po udziale ówczesnego prezesa spółki w spotkaniu z kandydującą wtedy na stanowisko prezydenta Warszawy Hanną Gronkiewicz-Waltz. 
W latach 2018 i 2022 agencja badawcza PBS na zlecenie Instytutu Badań Edukacyjnych uczestniczyła w realizacji badania PISA, czyli Programu Międzynarodowej Oceny Uczniów.
Centrala PBS mieści się w zabytkowym dworku podcieniowym z 1938 w Sopocie przy ulicy Junaków (dzielnica Kamienny Potok). Znajduje się tam m.in. praca Andrzeja Dudzińskiego przedstawiająca ptaka Dudiego oraz Pokraka na sopockiej plaży.